# تئو واسل
تئو واسل (انگلیسی: Theo Vassell؛ زادهٔ ۲ ژانویهٔ ۱۹۹۷) بازیکن فوتبال اهل بریتانیا است.
از باشگاه‌هایی که در آن بازی کرده‌است می‌توان به باشگاه فوتبال چورلی اشاره کرد.